# Cornimont
Cornimont es una comuna francesa situada en el departamento de Vosgos, en la región de Gran Este.

## Demografía
| 5058 | 5021 | 5211 | 4556 | 4042 | 3861 | 3045 |
| Para los censos de 1962 a 1999 la población legal corresponde a la población sin duplicidades (Fuente: INSEE [Consultar]) |      |      |      |      |      |      |